# Прапор Оверейселу
Прапор Оверейселу — офіційний символ нідерландської провінції Оверейсел. Складається з п'яти горизонтальних смуг (згори донизу): червоної, жовтої, синьої хвилястої, жовтої, червоної. Затверджений Радою депутатів Оверейселу 21 липня 1947, а 20 серпня того ж року увійшов у вжиток. 

## Символіка

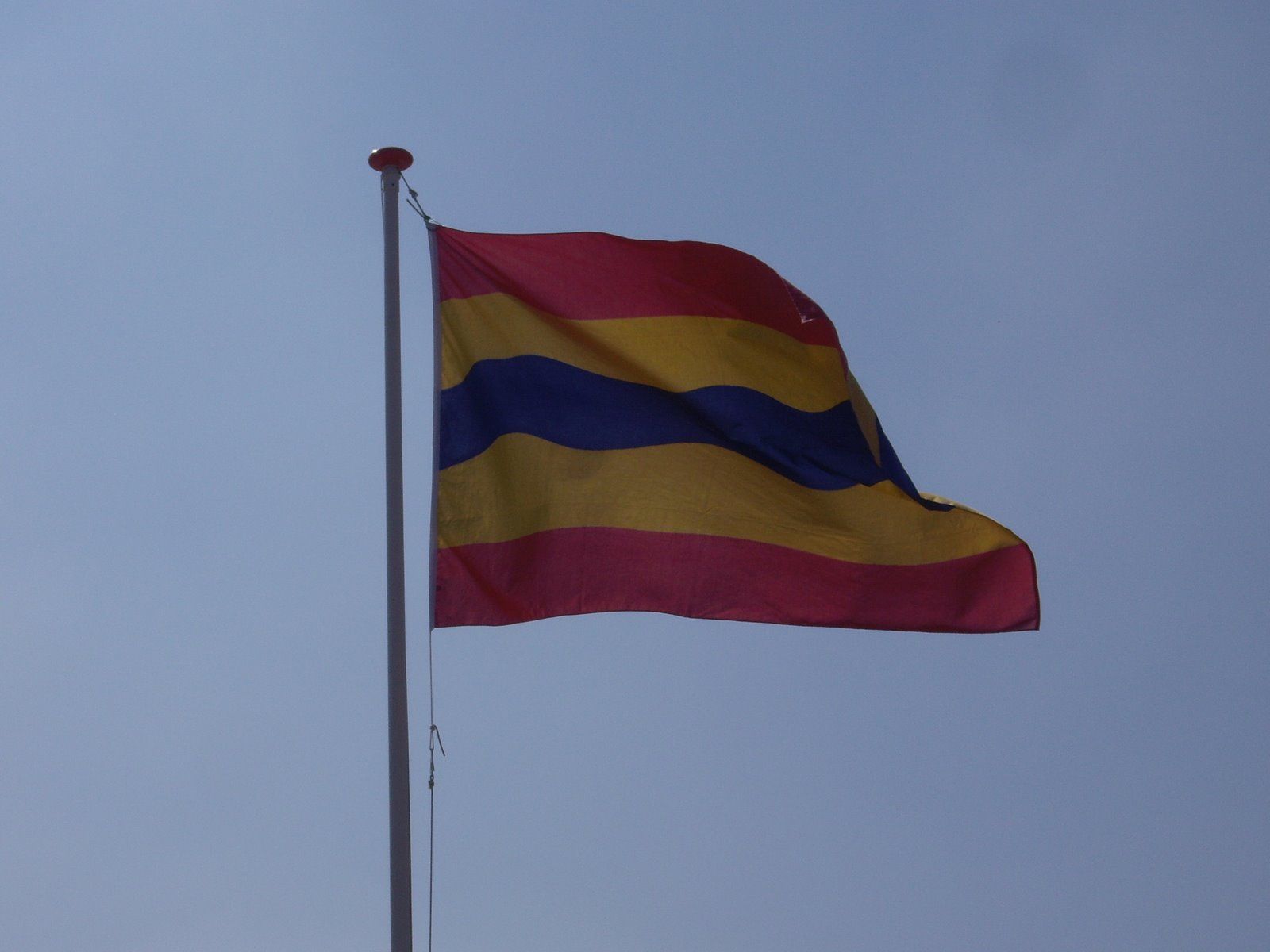
Прапором Оверейсела на древку

Червоні та жовті кольори служать, щоб підкреслити історичні зв'язки з Голландією. Це кольори голландського герба, вони присутні й на прапорі Південної Голландії, і (поряд із синім) на прапорі Північної Голландії.
Хвиляста синя лінія символізує річку Ейссел, від якої походить назва провінції.

## Дизайн та пропорції
Співвідношення ширини й довжини прапора становить 5:8 ½ (або 10:17) , але на практиці часто використовуються прапори з пропорціями 2:3.
Ширина смуг усіх кольорів становить одну п'яту від ширини полотнища.  Синя смуга робить три вигини. 
Відтінки кольорів у системі Pantone: червоний — 032, жовтий — 109, синій — 293.

## Історія
Цей прапор, прийнятий 1948 року, — єдиний, який колись мала провінція Оверейсел. Десятьма роками раніше на сорокарічній річниці правління королеви Вільгельміни Оверейсел був представлений червоно-жовто-синім горизонтальним триколором, у якого, однак, не було офіційного статусу.